# 那須大亮
那須大亮（1981年10月10日—），日本足球運動員，並參加2004年夏季奥林匹克运动会。

## 日本國家足球隊
那須大亮参加了2004年夏季奥林匹克运动会。